# Nolana tarapacana
Nolana tarapacana är en potatisväxtart. Nolana tarapacana ingår i släktet cymbalblommor, och familjen potatisväxter.

## Underarter
Arten delas in i följande underarter:
- N. t. tarapacana
- N. t. thinophila